# Chengwu
Der Kreis Chengwu (chinesisch 成武县, Pinyin Chéngwǔ Xiàn) ist ein Kreis, der zum Verwaltungsgebiet der bezirksfreien Stadt Heze im Südwesten der ostchinesischen Provinz Shandong gehört. Die Fläche beträgt 949 Quadratkilometer und die Einwohnerzahl 612.016 (Stand: Zensus 2010). 1999 zählte er 622.871 Einwohner.